# Walter Pongratz
Walter Pongratz (* 19. Jänner 1912 in Wien; † 28. Juni 1990 ebenda) war ein niederösterreichischer Bibliothekar, Landeshistoriker und Heimatforscher.

## Leben
Pongratz' wissenschaftliche Tätigkeit begann als Student an der Universität Wien. Am 2. Juni 1938 beantragte er die Aufnahme in die NSDAP und wurde rückwirkend zum 1. Mai desselben Jahres aufgenommen (Mitgliedsnummer 6.128.020).
Von 1937 bis zu seinem Ruhestand 1977 war er Bibliothekar an der Universitätsbibliothek der Universität Wien.
Er betrieb Archivstudien und es erschienen erste Veröffentlichungen. Seine wissenschaftlichen Leistungen betreffen zwei Richtungen: niederösterreichische, insbesondere Waldviertler Heimatforschung und Bibliothekswissenschaft. Pongratz beschäftigte sich mit Burgenforschung und mit Ahnenforschung und gab darüber grundlegende Werke heraus. Grundlegend sind auch seine Ergebnisse zum Klein- oder Wehradel und dessen Wehr- oder Turmhöfe. Von 1960 bis 1987 war er Schriftleiter der Zeitschrift Das Waldviertel und von 1961 bis 1985 Präsident des Waldviertler Heimatbundes. Pongratz war auch Mitarbeiter oder Herausgeber zahlreicher Heimatbücher des Waldviertels.
Auf dem Gebiet der Bibliothekswissenschaft war Walter Pongratz in Form von Veröffentlichungen und Lehre tätig. Er war Prüfungskommissar für den mittleren Bibliotheksdienst und Lehrbeauftragter für Bibliothekswissenschaft an der Universität Wien. Im Jahre 1977 erschien sein großes Werk Geschichte der Universitätsbibliothek Wien. Pongratz wurde auch zum Vertreter Österreichs im Arbeitskreis für Bibliotheksgeschichte an der Herzog August Bibliothek in Wolfenbüttel (Niedersachsen) bestellt. Pongratz erhielt zahlreiche Ehrungen, wie das Große Ehrenzeichen des Landes Niederösterreich und das Ehrenkreuz für Wissenschaft und Kunst I. Klasse. Die Gesellschaft für Vor- und Frühgeschichte ernannte ihn zum Ehrenmitglied. Er wurde am Hernalser Friedhof bestattet.
Pongratz' wissenschaftliche Spezialbibliothek wurde nach letzter Verfügung dem Waldviertler Heimatbund überantwortet, der diese gemeinsam mit anderen Bücherbeständen im Höbarthmuseum der Stadt Horn als Waldviertel-Bibliothek für wissenschaftliche und heimatkundliche Zwecke öffentlich zugänglich machte.

## Veröffentlichungen (Auswahl)
- Die ältesten Waldviertler Familiennamen. Krems a. d. D. 1960. (2. Auflage Krems 1986)
- Burgen und Schlösser: Litschau-Zwettl-Ottenschlag-Weitra, Wien 1971 (mit Gerhard Seebach).
- Burgen und Schlösser: Ysper-Pöggstall-Weiten, Wien 1972 (mit Gerhard Seebach).
- Geschichte der Universitätsbibliothek Wien. Wien 1977.
- Abriß der Bibliotheksgeschichte mit besonderer Berücksichtigung Österreichs. 2. verb. u. erw. Auflage Wien 1977.
- Das Absinken des bäuerlichen Kleinadels in den Untertanenstand während des ausgehenden Mittelalters. Gezeigt an Beispielen des oberen Waldviertels. Unsere Heimat 50, 1979, S. 123ff.
- Die Universitätsbibliothek Wien in der NS-Zeit. In: Mitteilungen der Vereinigung Österreichischer Bibliothekare. Bd. 41 (1988), Heft 2, S. 57–75 (Digitalisat).